# Suite (Janáček)
Suite, JW VI/6 (també anomenada Suite op. 3 o Serenata, en txec Suita (Serenáda)), és una obra orquestral composta per Leoš Janáček al voltant de 1891. No es va estrenar en el seu conjunt, amb el nom de Serenata, fins al 23 de setembre de 1928 a Brno per la combinació de les orquestres de la Ràdio de Brno i Praga dirigides per Břetislav Bakala, amb motiu de la recent mort del compositor.